# Sisyrnodytes subater
Sisyrnodytes subater là một loài ruồi trong họ Asilidae. Sisyrnodytes subater được Oldroyd miêu tả năm 1957. Loài này phân bố ở vùng nhiệt đới châu Phi.